# ショベルウェア
ショベルウェア（Shovelware）は、質や利便性よりも量を追求した、バンドルのソフトウェアに対する否定的な表現。

## 概要
ソフトウェアの品質を気にかけず見境なくかき集める様を、ショベルで雑多なものをかき集めて山積みにする行為にたとえており、「〜ウェア」はコンピューター用語としては他の語と組み合わせてコンピューター製品の類型を指すために使われる接尾辞である。
たとえば一部のPCに見られるような、最初から「おまけ」として多数プリインストールされている質の低いソフトウェアを指す。この言葉が使われ始めたのは1980年代末ころで、当時はシェアウェアのデモプログラムを多数収録したCD-ROMが雑誌広告に掲載されたりコンピュータのフリーマーケットで売られていた（ので、それを指した）。この言葉は、ソフトウェアが多数集めて売られているものや、質の低いゲームソフトを多数集めて売られているものも指す。
低品質のソフトウェアを集めたコレクションはBBSの頃から存在していたが、ショベルウェアという単語が特に使われるようになったのは、シェアウェアやパブリックドメインのソフトウェアを収録したCD-ROMが出回るようになった1990年前後からである。

## CD-ROMにおけるショベルウェア
ゲーム雑誌Computer Gaming Worldは1990年に掲載した「新しいCD-ROMフォーマットを使ったソフトウェアを待ちきれない利用者」に向けた記事の中で、ソフトウェア・ツールワークスやアクセス・ソフトウェアが名作を詰めたコレクションの発売を計画していると紹介した。
同誌は1993年にはすでに過去のソフトウェアをCD-ROMに収録して再発売する手法を「ショベルウェア」と呼んでおり、アクセスから発売されたコレクションについて「思ったよりもほこりっぽいラインナップ」と酷評した。また、The Software Toolworksのコレクションについては「再販手法の大王」と呼び、その収録作品については、当時最強とされたチェスゲーム「Chessmaster 2000」を除けば「最も売れた時期でも陳腐な存在」とした。
CD-ROMの容量（約600MB～700MB）はフロッピーディスクの約450倍（2DD比）～700倍（2HD比）であり、1990年代のパソコン向けハードディスクの容量の10倍から30倍あり、当時の水準では1GB超でも大容量かつ高価格といえる部類だったが、ソフトウェアの容量が拡大したことにより、ディスクの中身を全てインストールする余裕がほとんどなかったため、パブリッシャーは質より量を優先し、ディスクの中に可能な限り多くのソフトウェアを詰め込むようになった。
ソフトウェアのレビュワーたちは品質もばらばらなソフトウェアをただ集めただけのコレクションに落胆し、このような手法で集めたソフトウェアを「ショベルウェア」と呼んだ。
クラウドソーシングによって作成されたプログラムがダウンロードできるようになったことや、ソフトウェア配布の形態として一般的なアプリケーションストアのキュレーションが進んだこともあり、このようなショベルウェアは減少した。
しかし、バンドルやプリインストールという形で、品質や利便性が疑わしいソフトウェアがハードウェアにあらかじめ入っているケースも存在する。

## コンピュータゲームにおけるショベルウェア
低品質で大量に制作されたゲームソフトもまたショベルウェアとして扱われる。
ゲームソフトの粗製乱造の方法としては、アセット（キャラクタ、背景などのゲーム素材）を差し替えて別物として販売するアセット・フリップがある。
また、2022年には画像生成AIが粗製乱造に拍車をかけているのではないかという指摘もされるようになっている。
PS Storeではアセット・フリップでソフトを粗製乱造するパブリッシャーも多数存在する。ショベルウェアの数があまりに増えるようだと、オンラインストアなどで作品を検索しても低品質ソフトが大量に表示されることになってしまい、ユーザーの体験が悪化する。また、他のまともなゲーム制作会社の体験も悪化する可能性がある（良質なソフトがゴミのようなソフトに埋もれて気づいてもらえず、販売が減少してしまうおそれがある）。
特に悪質な例としては、全く同じコンセプトで、そもそもゲームとも呼べないようなごくシンプルな内容のソフトを大量に制作し配信している "ゲームメーカー" がPS Store上に複数存在する。たとえばThiGamesによる『The Jumping xxx』シリーズは、内容としてはボタンを押すと料理のイラストがジャンプし、その回数がカウントされるという内容しかなく、同社はジャンプする料理のキャラクター（ハンバーガー、ピザ、ベーグル、タコスなど）、背景、BGMを変えただけで「別作品」としてリリースし、さらにジャンプのスピードを速くしただけのものも“TURBO版”と呼んで「別作品」としてリリースしている。これらのソフトでは、ボタンを規定回数押すだけで容易に（最低の難易度で）プラチナトロフィーまで獲得できる（このようなソフトが乱発すると、プラチナトロフィーのインフレーションが起き、PSプレイヤーたちの間でプラチナトロフィーの価値が極端に低下してしまう）。 この状況を看過できなくなったSIEはPlayStation Store上のこのようなソフトの排除に乗り出す、と2022年に報じられた。

### 主な例
以下に出典があり内容に検証性が取れる事例を上げる。
- Data Design Interactive - ヨーロッパ限定で発売したPlayStation 2用ソフトをWii向けに多数発売したことで知られている[7] 。
- Digital Homicide Studios - The Slaughtering Groundsなどで知られており、ショベルウェアのわかりやすい例と呼ばれている[8]。
- Silicon Echo Studios - Steamから200以上のソフトを削除され、操業停止に追い込まれた[9]。